# Eyll (Adelsgeschlecht)

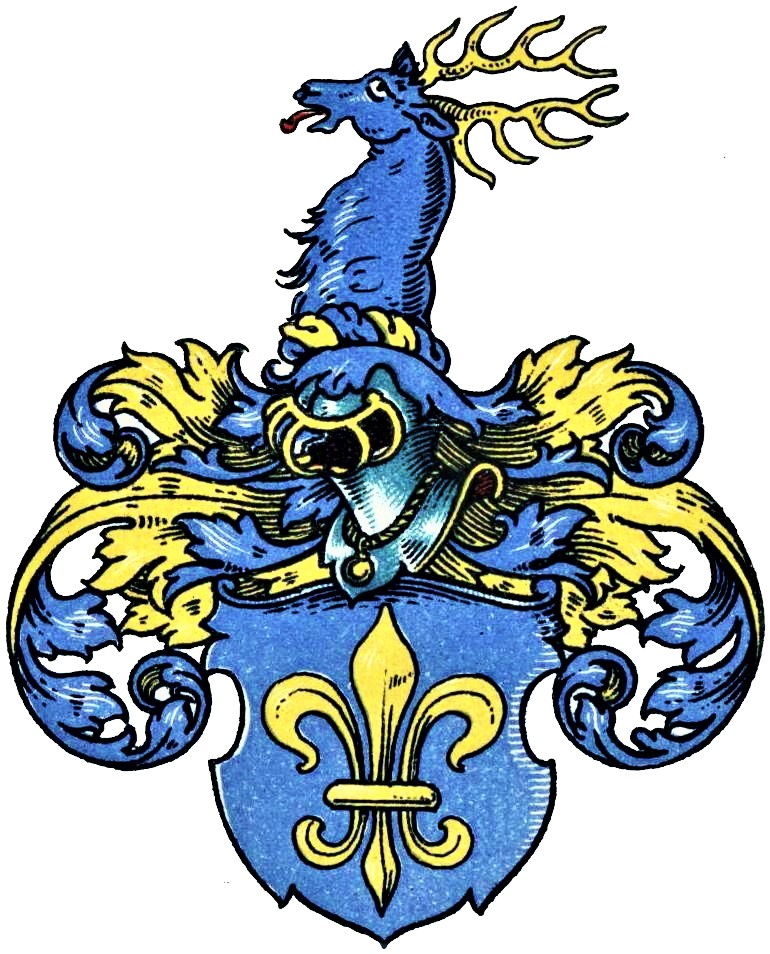
Wappen derer von Eyll im Wappenbuch des Westfälischen Adels

Eyll (auch Eyl, Eill o. ä.) ist der Name eines niederländisch-westfälischen Adelsgeschlechts.

## Geschichte
Das Geschlecht stammt vom Niederrhein und kam auch nach Westfalen. Im Herzogtum Kleve waren die von Eyll Erzkämmerer.
Am Niederrhein besaß das Geschlecht Schloss Baldeney (urkundl. 1620), Beinheim (Kleve) (1467), Bocholt (Kreis Kempen) (1406), Dick (Kreis Erkelenz) (1609), Haus Diesdonk (1415 bis 16. Jh.), Haus Eyl in Huisberden (1393), Haus Eyll (Kamp-Lintfort), Haus Eyll (Straelen), Schloss Gastendonk (Krefeld) (1550), Haus Gesselen, Gruiten an der Erft (1541–1565), Rittergut Heideck (Kamp-Lintfort) (1481–1659), Haus Ingenray (1387–1499), Issumer Turm (1572), Schloss Lauersfort (1440–1582), Haus Omagen (1482), Ripsdorf (1580), Haus Zelem (1377), Schloss Tüschenbroich (1548), Warth (Kreis Rheinberg) (1296), Weilhausen (1341) und Hof Wyenrad(t) im Kirchspiel Kapellen (1446–1596).
1224 kommt ein geldrischer Ritter Walter von Eyll vor, 1260 ein Alexander von Eyll. Letzterer war Bürge für Graf Dietrich V. von Kleve bei der Verlobung von Dietrichs Sohn Dietrich VI. mit der zweitgeborenen Tochter von Otto II. von Geldern, Margarethe von Geldern. Godefridus von Eyll erscheint 1279 als Eigentümer des Kasteel de Berckt zwischen Kessel (Limburg) und Venlo. Arnold von Eyll war 1289 war Zeuge in einem Vergleich zwischen Gerard von Weisweiler und dem Kloster Venau. Mathias von Eyll war 1449 Geheimrat des Herzogs von Kleve und Hofmeister des Herzogs Adolf von Geldern. Er begleitete Johann I. von Kleve 1450 nach Palästina. 1461 wurde er als Schiedsrichter zwischen Adolf von Geldern und Johann von Kleve vorgeschlagen. 1467 unterzeichnete er das Bündnis zwischen Adolf von Geldern und dem Erzbischof von Köln.
Am 11. Mai 1662 erhielten die Gebrüder Alard Laurenz, Domherr zu Utrecht, und Laurenz Wilhelm von Eyll eine kaiserliche Adels- und Wappenbestätigung im rittermäßigen Adelsstand und den Rittertitel. König Wilhelm I. der Niederlande erneuerte den in Luxemburg blühenden von Eyll den Adel als „van Eyll“. In Westfalen erlosch die Familie um 1650. In den Niederlanden und Belgien besteht die Familie fort.

## Persönlichkeiten
- Vinzenz von Eyll († 1496/97), Propst des Stifts in Oldenzaal
- Gottfried von Eyll, 1576 Abt der Abtei St. Michael (Siegburg)
- Gebhard von Eyll († um 1637), ab etwa 1625 Statthalter der Kurfürsten von Brandenburg in den Westprovinzen Kleve und Mark
- Adelheid Irmgard von Eyll zu Gastendonk, 1653–1657 Äbtissin von St. Quirin in Neuss
- Jonkvrouw Marie van Eyll (1863–1935), Ururgroßmutter von Elisabeth, Gabriel, Emmanuel und Eléonore von Belgien
- Klara van Eyll (* 1938), deutsche Archivarin, Historikerin und Autorin von Wirtschaftspublikationen
- Didier van Eyll, 1991–1995 belgischer Staatssekretär in der Regierung Picqué I

## Wappen
Blasonierung: In Blau eine goldene Lilie. Auf dem blau-golden bewulsteten Helm ein blauer Hirschkopf mit goldenem Geweih (alternativ: wachsender Hirsch). Die Helmdecken sind blau-golden.

Wappen derer von Eyll nach Siebmachers Wappenbuch
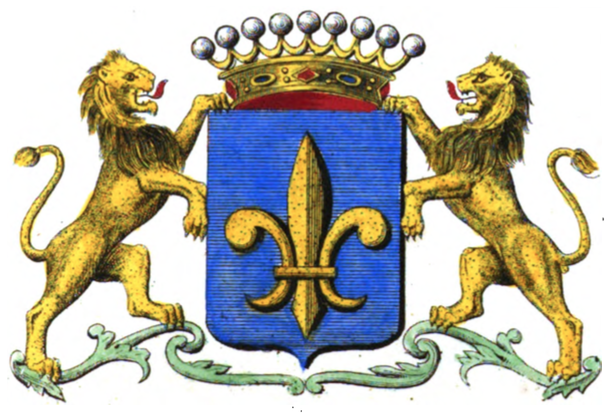
Wappen der niederländischen van Eyll
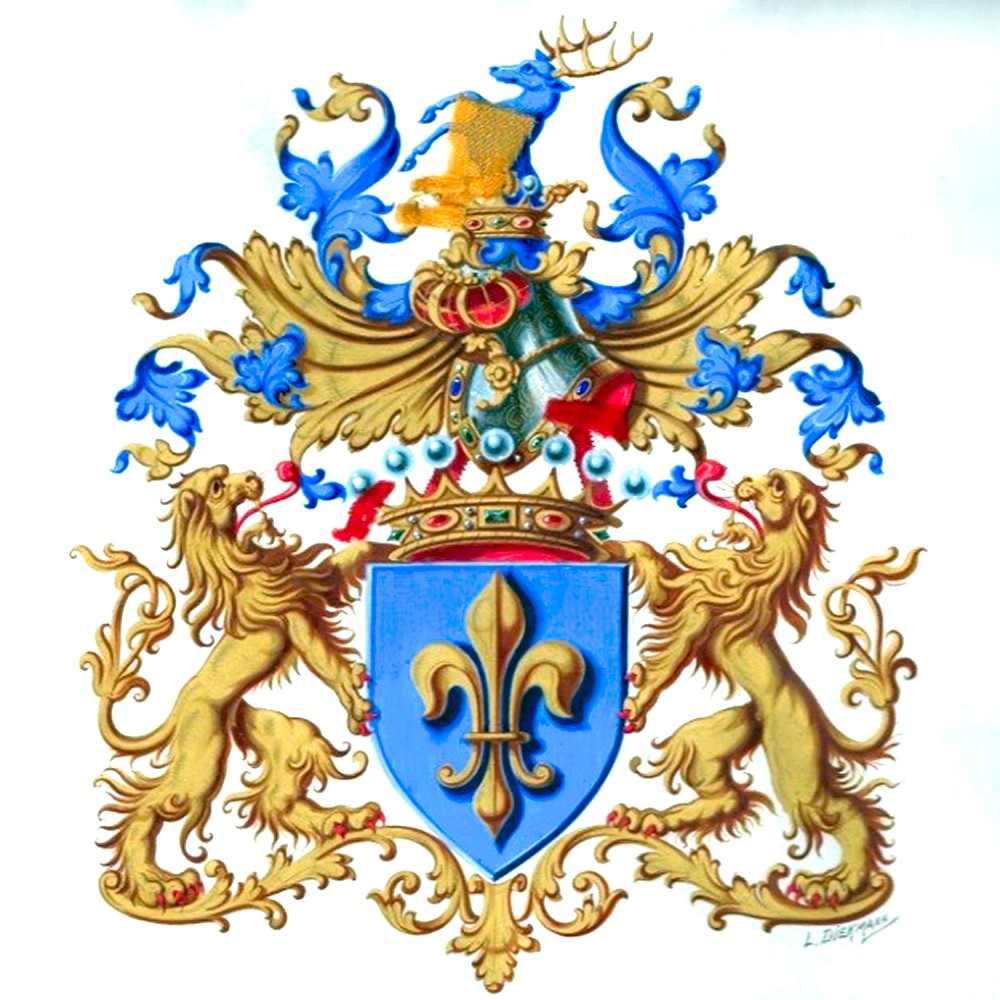
Vollwappen derer van Eyll